# Sol i Serena
Sol i Serena és un grup català de música d'arrel format per músics d'arreu del principat. Actualment en formen part Marta Rius, Guillem Ballaz, Francesc Tomàs "Panxito", Jordi Comas "Peligru", Lídia Domingo i Jordi Barbet "Kami".

## Discografia
- Un segon (2009)[3]
- Grapat de ruda (2007)[4]
- Disc de butxaca (2003)